# Symbolia maculata
Symbolia maculata är en tvåvingeart som beskrevs av Robinson 1966. Symbolia maculata ingår i släktet Symbolia och familjen styltflugor.
Artens utbredningsområde är Peru. Inga underarter finns listade i Catalogue of Life.